# Einheitlicher Entfernungszeiger für den internationalen Güterverkehr
Der Einheitliche Entfernungszeiger für den internationalen Güterverkehr ist ein europäisches Verzeichnis von Eisenbahngüterverkehrsstellen. Er wird vom Internationalen Eisenbahnverband (UIC) herausgegeben. Seine französischsprachige Bezeichnung lautet: Distancier International Uniforme Marchandises, abgekürzt: DIUM. Er verzeichnet alle Güterbahnhöfe sowie Übernahme- und Ablieferungsorte der teilnehmenden Eisenbahnverkehrsunternehmen. Sein Zweck ist der Gebrauch durch diese selbst sowie die Suche nach Güterbahnhöfen für die Kundschaft.